# Thompson-Boling Arena
La Thompson-Boling Arena est une salle omnisports de 21 678 places situé à Knoxville dans le Tennessee. Avant les rénovations de 2007, c'était la deuxième plus grande salle de basket-ball universitaire du pays (avec 24 535 sièges) après le Carrier Dome de Syracuse.
Ses locataires sont les équipes masculine et féminine de basket-ball de l'University of Tennessee, les Tennessee Volunteers.

## Histoire
À la suite des rénovations de 2007, la Thompson-Boling Arena a maintenant une capacité officielle de 21 678 places. Dans le cadre des améliorations coûtant $19 millions de dollars, 32 suites de luxe ont été ajoutées à l'actuel balcon nord ainsi qu'une zone de loge située juste au-dessous des suites et comprenant 166 sièges. Un tableau d'affichage central de $3 millions, de nouveaux sièges noir et plusieurs autres transformations ont également fait partie de la rénovation.
Le record d'affluence est de 25 610 spectateurs lors du match entre les Tennessee Volunteers et les Kentucky Wildcats, le 21 janvier 1989.

## Événements
- Tournoi masculin de basket-ball de la Southeastern Conference, 1989
- Final Four basket-ball NCAA féminin, 1990
- Tournoi South Regional du Championnat NCAA de basket-ball, 1994 et 1999
- WWE Raw du lundi 26 mai 2014